# Dominique Busnot
Dominique Busnot (Ruan, 1647 - después de 1714) fue un presbítero católico francés, religioso trinitario reformado y redentor general de dicha Orden.  Conocido especialmente por sus escritos sobre el norte de África, que aún hoy siguen siendo fuente para los estudios de esa región.

## Biografía
Dominique Busnot nació en Ruan en 1647. Ingresó a la Orden de la Santísima Trinidad y de los Cautivos de la antigua observancia (calzados), pasó a formar parte de la rama reformada francesa que seguía manteniendo la unidad bajo el mismo ministro general calzado, donde se ordenó sacerdote. Nombrado redentor  general en su Orden religiosa, realizó varios viajes a Marruecos, recogiendo numerosos datos con el fin de escribir varios libros históricos diseñados para convencer a los lectores de ayudar económicamente a la redención de los cristianos cautivos.
Después de tres viajes a Marruecos, en 1704, 1708 y 1712, comenzó a escribir su libro sobre la historia del reinado de Mulay Ismael, el rey de Marruecos, publicado en 1714. Durante estos tres viajes, buscó, junto a los padres mercedarios y trinitarios, la negociación de la liberación de unos ciento cincuenta esclavos franceses que se encontraban entonces en Meknes. Su libro relata estas negociaciones infructuosas y describe a Mulay Ismail como un "rey sanguinario", en el contexto de los secuestros de cristianos dirigidos por piratas marroquíes.

## Obras
- Histoire du règne de Mouley Ismael, roi de Maroc, Fez, Tafilet, Souz, etc..., de la cruelle persécution que souffrent les esclaves chrétiens dans ses états avec le récit de trois voyages à Miquenez et Ceuta pour leur rédemption et plusieurs entretiens sur la tradition de l'Église pour leur soulagement, Rouen 1714. Existe una edición reciente bajo el título de  Histoire du règne de Moulay Ismaïl, Xavier Girard (ed.). Paris 2002.
- Relation de ce qui s'est passé dans les trois voyages que les religieux de l'ordre de Nostre-Dame de la Mercy ont faits dans les estats du Roy de Maroc, pour la rédemption des captifs en 1704, 1708 et 1712, par un des Pères députez pour la rédemption Paris 1724.